# Миколаївська сільська рада (Бучацький район)
Микола́ївська сільська́ ра́да — адміністративно-територіальна одиниця та орган місцевого самоврядування в Бучацькому районі Тернопільської області. Адміністративний центр — село Миколаївка.

## Загальні відомості
Миколаївська сільська рада утворена в 1947 році.
- Територія ради: 19,95 км²
- Населення ради: 1 009 осіб (станом на 2001 рік)
- Територією ради протікає річка Дністер

## Населені пункти
Сільській раді підпорядковані населені пункти:
- с. Миколаївка
- с. Губин
- с. Сокілець

## Склад ради
Рада складалася з 16 депутатів та голови.
- Голова ради:
- Секретар ради: Мельничук Любомир Петрович

### Керівний склад попередніх скликань
| Прізвище, ім'я, по батькові | Основні відомості                                                        | Дата обрання | Дата звільнення |
| --------------------------- | ------------------------------------------------------------------------ | ------------ | --------------- |
| Поврозник Юрій Зеновійович  | Сільський голова, 1970 року народження, член Української Народної Партії | 26.03.2006   | 31.10.2010      |

Примітка: таблиця складена за даними сайту Верховної Ради України

### Депутати
За результатами місцевих виборів 2010 року депутатами ради стали:

#### За суб'єктами висування
| Суб'єкт висування                                   | Кількість обраних депутатів | %    |
| --------------------------------------------------- | --------------------------- | ---- |
| Самовисування                                       | 15                          | 93,8 |
| Політична партія Всеукраїнське об'єднання «Свобода» | 1                           | 6,3  |

#### За округами
| № округу                                            | Прізвище, ім'я, по батькові     | Дата визнання обраним | Освіта             | Партійна приналежність                    | Відомості про обраного депутата                |
| --------------------------------------------------- | ------------------------------- | --------------------- | ------------------ | ----------------------------------------- | ---------------------------------------------- |
| Політична партія Всеукраїнське об'єднання «Свобода» |                                 |                       |                    |                                           |                                                |
| 12                                                  | Федьків Іван Іванович           | 04.11.2010            | середня            | член Всеукраїнського об'єднання «Свобода» | тимчасово не працює                            |
| Самовисування                                       |                                 |                       |                    |                                           |                                                |
| 1                                                   | Зеленюк Любомир Михайлович      | 04.11.2010            | вища               | позапартійний                             | приватний підприємець                          |
| 2                                                   | Лозин Лідія Михайлівна          | 04.11.2010            | середня спеціальна | позапартійна                              | зав клубом                                     |
| 3                                                   | Гаврилюк Світлана Яківна        | 04.11.2010            | середня спеціальна | позапартійна                              | зав дит.садком                                 |
| 4                                                   | Шестерняк Марія Василівна       | 04.11.2010            | середня спеціальна | позапартійна                              | зав бібліотекою                                |
| 5                                                   | Романишин Андрій Васильович     | 04.11.2010            | середня спеціальна | позапартійний                             | старший дільничний інспектор                   |
| 6                                                   | Зеленюк Марія Петрівна          | 04.11.2010            | середня спеціальна | позапартійна                              | зав.відділенням зв"язку                        |
| 7                                                   | Мотрук Тетяна Михайлівна        | 04.11.2010            | вища               | позапартійна                              | землевпорядник с/ради                          |
| 8                                                   | Качуровська Надія Володимирівна | 04.11.2010            | середня спеціальна | позапартійна                              | секретар с/ради                                |
| 9                                                   | Обаранчук Мирослава Іванівна    | 04.11.2010            | середня спеціальна | позапартійна                              | приватний підприємець                          |
| 10                                                  | Мельничук Любомир Іванович      | 04.11.2010            | середня спеціальна | позапартійний                             | тимчасово не працює                            |
| 11                                                  | Прокіпчук Любов Дмитрівна       | 04.11.2010            | незакінчена вища   | позапартійна                              | Губинська загальноосвітня школа І ст., вчитель |
| 13                                                  | Околіта Іван Володимирович      | 04.11.2010            | середня            | позапартійний                             | Бучач ЗАТ «Сирзавод», водій                    |
| 14                                                  | Пилипчук Микола Іванович        | 04.11.2010            | середня            | позапартійний                             | , агент з ідентифікації тварин                 |
| 15                                                  | Карач Євген Іванович            | 04.11.2010            | середня спеціальна | позапартійний                             | Технічний коледж, студент                      |
| 16                                                  | Обаранчук Сергій Михайлович     | 04.11.2010            | середня спеціальна | позапартійний                             | Бучач ЗАТ «Сирзавод», водій                    |